# أندريه تيكسيرا
أندريه تيكسيرا (بالبرتغالية: André Teixeira) هو سباح برازيلي، ولد في 24 أبريل 1974 في ريو دي جانيرو في البرازيل.

## روابط خارجية
- أندريه تيكسيرا على موقع الاتحاد الدولي للسباحة (الإنجليزية)
- أندريه تيكسيرا على موقع أوليمبيديا (الإنجليزية)